# Dicranomyia goritiensis
Dicranomyia goritiensis là một loài ruồi trong họ Limoniidae. Chúng phân bố ở miền Cổ bắc.